# Robert Falco
Robert Falco (París, 26 de febrero de 1882 - 14 de enero de 1960) fue el juez francés que actuó como magistrado suplente, después de Henri Donnedieu de Vabres, en representación de Francia durante los Juicios de Núremberg.

## Biografía
Nació en París en el seno de una familia judía. Su bisabuelo fue condecorado por Luis Felipe I de Francia en 1831, y su abuelo materno trabajó como arquitecto para Leopoldo II de Bélgica. Su padre luchó en la Guerra franco-prusiana de 1870, por lo que fue nombrado miembro de la Legión de Honor, convirtiéndose más tarde en el presidente del Tribunal Comercial de París.
Después de finalizar sus estudios de Derecho, Falco comenzó a trabajar en 1903 como abogado. En 1907 obtuvo su doctorado con un trabajo sobre los Deberes y Derechos de las Audiencias Teatrales y luego trabajó como juez en el tribunal de la cancillería, pero continuó su alegato hasta 1919.
Más tarde fue nombrado para el Tribunal de apelación de París. Fue despedido de este puesto en 1944 debido a su origen judío.
Durante la preparación de los Juicios de Núremberg, en junio de 1945 acudió a Londres, donde se celebraba la Conferencia Internacional de Juicios Militares, y representó a Francia junto con André Gros, profesor de Derecho Internacional, siendo Falco uno de los principales redactores de la Carta de Londres, el documento que fijó la hoja de ruta, los principios y procedimientos por los cuales se rigieron la posterior causa de Núremberg. Acudió a los mismos en calidad de juez suplente, asistiendo al titular, Henri Donnedieu de Vabres.
En 1947, Falco fue reintegrado en el poder judicial francés, en la Corte de Casación.
Fue galardonado con la Cruz de Guerra y llegó a ser ordenado comendador de la Legión de Honor. Murió en París en 1960, a los 77 años.

## Memorias
Durante el año que pasó en Núremberg, Falco guardó notas que luego usó en sus memorias de los juicios. Estas memorias permanecieron inéditas durante décadas, pero, ilustradas con bocetos de Jeanne Falco, la segunda esposa del juez, quien lo acompañó a lo largo de los juicios, se publicaron en septiembre de 2012 bajo el título Juge à Nuremberg por la editorial Arbre Bleu, con un prefacio de la historiadora Annette Wieviorka y una introducción de Guillaume Mouralis, historiador especializado en la historia de la justicia penal internacional.